# Флёри, Хэйдн
Хэйдн Флёри (англ. Haydn Fleury; род. 8 июля 1996 года, Кэрлайл, Саскачеван, Канада) — канадский профессиональный хоккеист, защитник клуба НХЛ «Виннипег Джетс».

## Игровая карьера
На драфте WHL 2011 года Флёри был выбран командой «Ред-Дир Ребелз» во втором раунде под общим 43-м номером. 8 ноября 2013 года он был назначен альтернативным капитаном «Ребелз».
В 2014 году «Каролина Харрикейнз» выбрала на драфте игрока под общим 7-м номером. 7 августа 2014 года Флёри подписал с «Харрикейнз» трехлетний контракт начального уровня.
Сезон 2014/15 Флёри провёл в «Ребелз». 5 ноября 2015 года Флёри был назначен альтернативным капитаном сборной WHL на молодёжной суперсерии против сборной России. 12 апреля 2015 года, в последней домашней игре клуба АХЛ «Шарлотт Чекерс», Флёри дебютировал на профессиональном уровне, забив гол в ворота «Рокфорд Айсхогс». Перед сезоном 2015/16 Флёри принял участие в тренировочном лагере «Харрикейнз», после чего был снова переведён в «Ребелс» где и провёл весь сезон. Он помог команде выйти в розыгрыш Мемориального кубка 2016 года, где они дошли до полуфинала, проиграв «Руэн-Норанда Хаскис». Был включён в символическую команду всех звезд по итогам Мемориального кубка 2016 года.
Сезон 2017/18 Флёри начал в составе «Каролины». Спустя 8 игр 26 октября 2017 года набрал свои первые очки в НХЛ, сделав две результативные передачи в победном матче против «Торонто Мейпл Лифс». После 39 проведённых игр руководство «Харрикейнз» отправило Флёри в свой фарм-клуб из АХЛ «Шарлотт Чекерс». Однако уже через три дня он был вызван обратно в «Каролину». После того, как «Харрикейнз» не смогли выйти в плей-офф, Флёри был снова переведен в «Чекерс», чтобы помочь клубу в плей-офф Кубка Колдера 2018 года.
В следующем сезоне Флёри снова попал в стартовый состав «ураганов», но уже 17 октября был переведен в «Шарлотт». 31 октября был в очередной раз вызван в НХЛ, но 23 ноября в игре против «Флориды Пантерз» получил сотрясение мозга. Вернулся на лёд 2 декабря 2018 года в матче против «Лос-Анджелес Кингз».
16 июля 2019 года «Харрикейнз» продлили контракт с Флёри на один год на сумму $ 850 000.
28 октября 2020 года подписал с «ураганами» двухлетний контракт со среднегодовой зарплатой $ 1,3 млн.
В отложенном из-за пандемии коронавируса сезоне 2020/21 Флёри продолжил играть в составе «Харрикейнз» в третьей паре защитников. Забив всего 1 гол в 35 матчах регулярного чемпионата, 12 апреля 2021 года руководство «Каролины» обменяло игрока в «Анахайм Дакс» на Яни Хаканпяя и пик шестого раунда драфта 2022 года.
4 июля 2024 года в качестве свободного агента подписал однолетний контракт с «Виннипег Джетс» на сумму $775.000.
28 июня 2025 года Флёри подписал с «Джетс» двухлетний контракт на сумму $1,9 млн. 

## Вне льда
У Хэйдна Флёри есть младший брат Кейл, который в 2017 году был задрафтован «Монреаль Канадиенс» под общим 87-м номером.

## Статистика
| Легенда | Легенда                    | Легенда | Легенда                   | Легенда | Легенда    |
| ------- | -------------------------- | ------- | ------------------------- | ------- | ---------- |
| И       | Количество проведённых игр | Штр     | Штрафное время            | +/−     | Плюс-минус |
| Г       | Голы                       | П       | Голевые передачи          | О       | Очки       |
| -       | Статистика неизвестна      | —       | Статистика не учитывалась |         |            |